# Pierre Levet
Pierre Levet est un éditeur parisien de la fin du XVe et du début du XVIe siècle.

## Biographie
Pierre Levet est connu principalement pour sa publication remarquable du Testament de François Villon.
Bien que l'on possède très peu d'informations sur le personnage, on peut déterminer l'influence qu'il eut sur l'imprimerie grâce au relevé des nombreuses publications qu'il proposa à ses contemporains. Cet éditeur fut l'associé du célèbre imprimeur Michel Le Noir, éditeur de romans de chevalerie. À ses côtés, il se familiarisera à la typographie ainsi qu'au système des presses. Les livres qu'il édita étaient en caractères gothiques, mais il fut l'un des premiers éditeurs à généraliser l'emploi des caractères romains, avec Le Noir et Jean du Pré. C'est à cette particularité que l'on peut reconnaître certaines de ses publications. Il édita aussi bien des textes en latin que des textes en moyen-français. Les éditions de Pierre Levet sont souvent accompagnées de gravures, témoignant de l'importance qu'il accordait à la qualité des exemplaires qu'il publiait. Ses éditions sont la plupart du temps accompagnées du monogramme de l'éditeur, un cœur surmonté d'une croix contenant les initiales de Pierre Levet.

## Éditions
Le texte le plus ancien publié en 1486 par Pierre Levet est Le blason de faulses amours de Guillaume Alexis : le texte est présenté de façon très aérée et les strophes sont bien délimitées.
En 1487, il publie le Graecismus Ebrardi Bituniensis cum expositione Johannis Vincentii Metulini Aquitanici in Pictaviensi universitate regnetis d'Évrard de Béthune daté du XIIe – XIIIe siècle.
La plus célèbre des éditions de Pierre Levet fut celle du Testament de François Villon, en 1489. En effet, il s'agit de la plus ancienne édition de Villon conservée à ce jour. Celle-ci comporte dix gravures sur bois conservées à la Bibliothèque Nationale de France. Les illustrations de l'œuvre de Villon présentes dans ce recueil servirent de modèles à de nombreuses autres éditions (on pense à la ballade des pendus ou encore à la représentation du poète).
En 1488, un texte de droit, Le Modus legendi abbreviaturas in utroque jurecomposé par  Wernerus Sorotensis est édité (conservé à la bibliothèque Sainte-Geneviève). 
En 1489, il aurait publié l'Adversus Vincentium de Castro Novo... de conceptu et mundicia Marie Virginis decertatio de Charles Fernand. Antoine Caillaut aurait également pu être l'éditeur, mais les sources ne sont pas assez satisfaisantes pour déterminer l'éditeur. 
Il publia, entre 1490 et 1491 La Farce du maître Pierre Pathelin accompagné de gravures.
En 1493, il propose une édition De vita & aegritudine et morte animae spirituali lectiones sexde Jean Gerson (1363-1429) est proposée, accompagnée d'illustrations en première page.
Pierre Levet édita en 1495 De Miseria humanae conditionis. Liber de vilitate conditionis humanae a Lothario Dyacono cardinali sanctorum Sergi [et] Bachi qui postea Innocentuspapa appellatus est, texte du XIIIe siècle écrit par le pape Innocent III, conservé à la bibliothèque Mazarine.
Il propose en 1497 et 1499 un autre texte en latin de Théodule,Theodolus cum commento. 